# Frédéric Brugmann (ondernemer)
Frederic Willem Arnold Brugmann (Dortmund, 6 november 1779 - Brussel, 13 november 1852) is de stamvader van de Belgische bankiersfamilie Brugmann. Hij was de zoon van Hendrik Arnold Brugmann en Wilhelmina Heltrop, en emigreerde in 1795 van Dortmund naar Verviers. Hij trouwde in 1815 met Marguerite Offerman (Stolberg, 1794 - Brussel, 1882).
Samen met Jacques Engler stichtte hij in Verviers een bedrijf, uitgerust met de meest moderne machines, voor de spinnerij van wol en het fabriceren van laken. Het werd een groot succes.
De volgende stap, na 1830, volgde Brugmann zijn vennoot Engler naar Brussel waar ze een groothandel opzetten die evolueerde tot een bankinstelling onder de naam Engler, Brugmann & Böhne. Jacques Engler was nauw betrokken bij de Société Générale waarvan hij een van de directeurs was, terwijl Brugmann banden had met de rivaliserende Banque de Belgique, die in 1850 de Nationale Bank van België werd. Louis Böhne speelde een minder zichtbare rol.
Het echtpaar Brugmann-Offermann had drie zoons, die gezamenlijk de bank in handen namen:
- Ernest Brugmann (1823-1898)
- Georges Brugmann (1829-1900)
- Alfred Brugmann (1834-1927)